# 陳國璽
陳國璽（?—?），字壽昌，號蘊山，贵州威寧人，清朝政治人物，同進士出身。

## 生平
乾隆三十六年（1771年）太后八旬辛卯恩科進士，三甲三十一名，改翰林院庶吉士，散館改刑部主事。